# Sim (flod)
 For alternative betydninger, se Sim. (Se også artikler, som begynder med Sim)
Sim (russisk: Сим) er en flod i Tjeljabinsk oblast og den autonome republik Basjkortostan i Rusland. Den er en biflod til Belaja.
Floden begynder i de sydlige Uralbjerge, og løber derfra først i nord-nordvestlig retning mod byerne Sim og Minjar, før den drejer først mod vest og derefter mod sydvest. Efter at have passeret byen Asja, krydser Sim grænsen til Basjkortostan og løber videre i sydvestlig retning til udmundingen i Belaja.